# 贝拉省 (葡萄牙)

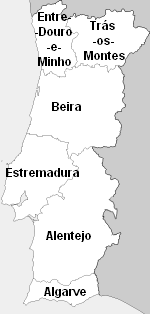
葡萄牙中世纪六省

贝拉省 （葡萄牙語：Beira，葡萄牙語發音：[ˈbɐjɾɐ]）是存在于15世纪以来的葡萄牙的一个历史省份。
贝拉省的具体范围与1936年的贝拉三省（上贝拉、下贝拉和滨海贝拉）有所不同，贝拉省还包括1936年的埃斯特雷马杜拉省的一部分，但其他部分与1936年的贝拉三省一致。

## 地理
贝拉省内有许多葡萄牙重要城市，如：科英布拉、阿威罗、萊里亞、维塞乌、布朗库堡、瓜尔达、菲蓋拉-達福什、科维良和皮涅尔。
蒙德古河是贝拉省内主要河流，埃什特雷拉山脈是贝拉省内主要山脉。

## 行政历史
15世纪之后，以西班牙的县（西班牙语：Comarcas）为参考，葡萄牙王国被划分为6个大的整单元。其中包含一县名为贝拉，后来逐渐成为贝拉省。

### 1832
1832年，贝拉省被划分为两省：
- 上贝拉
- 下贝拉

### 1936
1936年，贝拉省被重组为三省：
- 上贝拉省 - 包括了上贝拉（葡萄牙語：Beira Alta）和贝拉特兰什蒙塔纳（葡萄牙語：Beira Transmontana）两个自然区域
- 下贝拉省
- 滨海贝拉省 - 该省南部包含部分的中世纪埃斯特雷马杜拉省的区域

### 1976
1976年，葡萄牙行政区划调整，贝拉省被划为多区.
- 上贝拉
  - 瓜达区
  - 维塞乌区
- 下贝拉
  - 科英布拉区
  - 布朗库堡区
- 海岸贝拉
  - 阿威罗区
  - 科英布拉区
  - 莱里亚区

### 地图

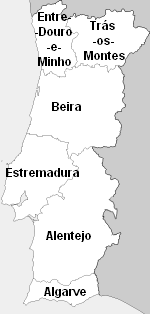
中世纪贝拉
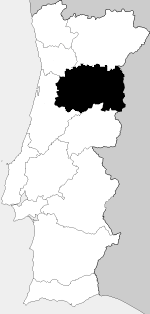
1936上贝拉
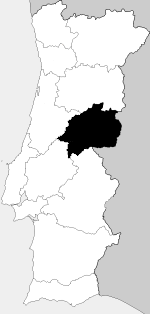
1936下贝拉
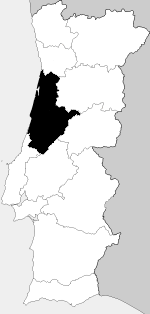
1936海岸贝拉
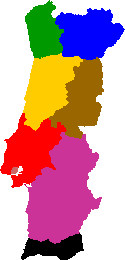
葡萄牙邮政区域：海岸贝拉和外贝拉
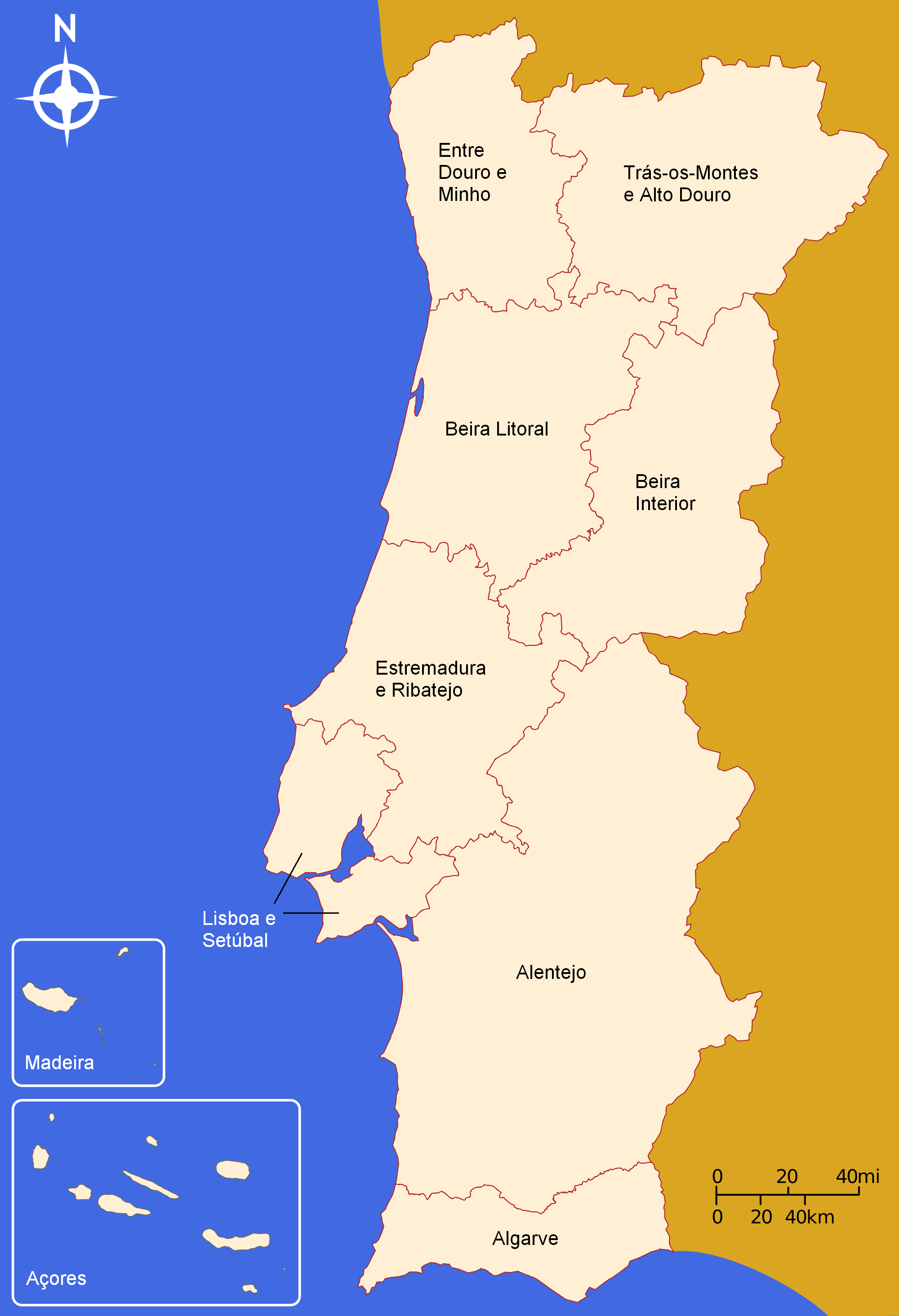
1998海岸贝拉和外贝拉
中部大区